# Calathea trianae
Calathea trianae är en strimbladsväxtart som beskrevs av Lyman Bradford Smith och Idrobo. Calathea trianae ingår i släktet Calathea och familjen strimbladsväxter. Inga underarter finns listade.